# ويلي هوبز مور
كانت ويلي هوبز مور (1934-1994) عالمة فيزياء ومهندسة أمريكية. كانت أول امرأة أمريكية من أصل أفريقي تحصل على درجة الدكتوراه في الفيزياء.

## التعليم والحياة المهنية
ولدت ويلي هوبس في أتلانتيك سيتي، نيو جيرسي، في 23 مايو 1934. انتقلت مور إلى آن أربور، ميشيغان، في عام 1952 لملازمة جامعة ميشيغان. حصلت على درجة البكالوريوس في الهندسة الكهربائية من جامعة ميشيغان في عام 1958 وشهادة الماجستير في عام 1961. أثناء عملها للحصول على درجة الدكتوراه، شغلت أيضًا مناصب في شركات التكنولوجيا في آن أربور. كملت مور أطروحتها -تحليل اهتزازي للكلوريد الثانوي- تحت إشراف صموئيل كريم في جامعة ميشيغان في عام 1972. بعد حصولها على الدكتوراه، عملت مور في جامعة ميشيغان كعالمة أبحاث حتى عام 1977 واستمرت في العمل الطيفي على البروتينات. في السنوات الخمس التي تلت أطروحتها، نشرت أكثر من ثلاثين ورقة مع كريم والمعاونين. عُينت من قِبل شركة فورد موتور في عام 1977 كمهندسة تجميع.
قامت مور بتوسيع استخدام فورد للهندسة اليابانية وأساليب التصنيع في الثمانينات. في عام 1991، صنفتها مجلة Ebony Moore كواحدة من 100 «امرأة سوداء واعدة في الشركات الأمريكية». أنشأت جامعة ميشيغان جائزة ويلي هوبس مور للتوجيه على شرفها.

## حياتها الشخصية
كانت مور مدرسًا وعضوًا في Links Inc، وعضوًا في الكنيسة الأسقفية بيثيل الإفريقية الميثودية، ورئيسة صندوق منحة خوانيتا دي وودز الدراسية. كانت متزوجة من سيدني مورالذي درس في معهد الطب النفسي العصبي بجامعة ميشيغان لمدة ثلاثين عامًا. لديهم طفلان د. دوريان مور الحاصل على الدكتوراه في الطب، وكريستوفر مور. لدى ويلي ثلاثة أحفاد، سيدني بادجيت، وويليام هوبس مور، وكريستوفر جاكسون مور.